# 孔光嗣
孔光嗣（9世纪—913年），孔子四十二代孙。
生于晚唐乱世，时唐末藩镇复起，战乱不休，唐朝皇室自顾不暇，对孔氏家族的优待也远不如过往，孔子四十二世嫡长孙孔光嗣因此未能承袭文宣公的爵位，只是在唐天祐二年（公元905年）被任命为泗水县县令。
929年，當時的文宣公孔邈去世。